# Vissen met vader
Vissen met vader is een kort verhaal van Jan Hidding, geïllustreerd door Joost Veerkamp.

## Geschiedenis
Hidding, boer van beroep, ontmoette de kunstenaar Joost Veerkamp op de Schrijversvakschool te Amsterdam. Als een van de opdrachten schreef Hidding dit korte verhaal en las het daar voor. Veerkamp vond dit verhaal zo goed dat hij het uitgegeven wilde zien. Hij vond een uitgever in Jaap Schipper van de Statenhofpers waar Veerkamp al eerder aan uitgaven had meegewerkt. Veerkamp voorzag het werkje van diverse, het verhaal volgende illustraties.
De uitgave werd door Mooi marginaal bekroond als een van de mooiste bibliofiele uitgaven van 2007.

### Uitgave
De uitgave werd met de hand gezet uit de letter Spectrum van Jan van Krimpen. Zij werd gedrukt op Zerkall Edelweisspapier in een oplage van 120 exemplaren. De meeste illustraties werden gedrukt op handgeschept Gampi Vellum. De exemplaren werden op de pers genummerd, en in het colofon gesigneerd door auteur en kunstenaar. De exemplaren werden in linnen gebonden door Frans den Breejen (ook drukker van de Mikado Pers). In tegenstelling tot wat in het colofon staat vermeld, zijn van deze uitgave geen luxe exemplaren verschenen.